# Cachi megye
Cachi egy megye Argentína északnyugati részén, Salta tartományban. Székhelye Cachi.

## Népesség
A megye népessége a közelmúltban a következőképpen változott:
| Év   | Lakosság |
| ---- | -------- |
| 2001 | 7225     |
| 2010 | 7315     |